# Ганеев, Эльдар
Эльдар Ганеев (30 марта 1977, Кобрин) — российский художник, куратор, композитор, лауреат Премии Кандинского 2017 года (в составе группировки «ЗИП»).

## Биография
Окончил Кубанский государственный технологический университет, специальность «Программирование». 
В 2009 году совместно с Евгением Римкевичем, Василием и Степаном Субботиными создал в Краснодаре арт-группировку «ЗИП», в которую входил по 2017 год.
В 2017 году в составе группировки «ЗИП» получил премию Кандинского за проект «Остановка ДК ЗИП».
В 2017 году запустил в Краснодаре музыкальный проект «IN-/-OUT». Цель проекта — развитие некоммерческой и независимой музыки в Краснодаре и регионе. 
Член Союза фотохудожников России. 
Живёт и работает в Краснодаре.

## Персональные выставки
- 2017 — «Остановка „ДК ЗИП“» (в составе группировки «ЗИП»). Московский музей современного искусства, Москва.[4]
- 2016 — «Чёрный рынок» (в составе группировки «ЗИП»). Галерея XL, Москва.[5][6][7][8]
- 2013 — «Телеграфика». Галерея «Лестница», Краснодар.[9][10]
- 2011 — «Экзистенции». КИСИ, Краснодар.[11][12]

## Перформансы
- 2013 — «Уличный художник», Нижний Новгород.
- 2012 — «Подайте на современное искусство», Москва.

## Кураторские проекты
- 2016 — «Тот, который другой». Культурный центр «Типография», Краснодар.
- 2015 — «Меняю квартиру на искусство». Super Gallery КИСИ/Типография, Краснодар.[13]
- 2014 — «Тепло. Ещё теплее». Арт-центр «Макаронка», Ростов-на-Дону.[14]
- 2013 — «3x»
- 2013 — Иван Дубяга. «Оиды и авры».
- 2011 — Фестиваль кубанского дадаизма «Куда? Да!», Краснодар.